# Maimuna carmelica
Maimuna carmelica is een spinnensoort in de taxonomische indeling van de trechterspinnen (Agelenidae).
Het dier behoort tot het geslacht Maimuna. De wetenschappelijke naam van de soort werd voor het eerst geldig gepubliceerd in 1996 door Gershom Levy.